# Bál a Savoyban
A Bál a Savoyban Ábrahám Pál zeneszerző egyik legnépszerűbb, Európa szerte  napjainkban is játszott revü-operettje, háromfelvonásos mű előjátékkal. Az operett szövegkönyvét Alfred Grünwald, német verseit Fritz Löhner-Beda írta,a librettót magyarra Heltai Jenő fordította, a magyar verseket Romhányi József és későbbi feldolgozásokban Zöldi Gergely szerezte. A magyarországi bemutatót 1933. december 23-án tartották a budapesti Magyar Színházban. Musztafa szerepében Kabos Gyula remekelt, partnerei Henry szerepében Törzs Jenő és Daisy szerepében Rökk Marika játszottak. A szereposztás mellett Ábrahám muzsikája is hozzájárult ahhoz, hogy a közönség kitörő lelkesedéssel fogadja az operettet. A lendületes, lüktető ritmusok, az olaszos dallamvilágú előjáték, a kötelező keringő, Tangolita spanyolos belépője, sokszínű és modern operetté álltak össze, dalai slágerré váltak és az operett azóta is folyamatosan műsoron van Magyarország mellett számos európai országban, főként német ajkú területeken.

## Szereplők
| Szereplő                               | Hangfekvés                   |
| -------------------------------------- | ---------------------------- |
| Henry de Faublas, márki                | tenor                        |
| Madelaine, Henry de Faublas felesége   | szoprán                      |
| Daisy Parker, jazz zeneszerző          | szopran szubrett             |
| Musztafa, bej                          | buffo tenor táncoskomikus    |
| La Tangolita,argentin táncosnő         | kontraalt, alt, mezzoszoprán |
| Celestin Fourmint, ügyvéd              | prózai szerep                |
| Archibald, komornyik                   | bariton                      |
| Pomerol, főpincér                      | prózai szerep                |
| Monsieur Albert, párizsi divatház feje | prózai szerep                |
| René                                   |                              |
| Maurice                                |                              |
| Polette                                |                              |
| Lili                                   |                              |
| Riporter                               |                              |
| Juliette, Musztafa francia ex felesége | prózai szerep                |
| Marina, Musztafa olasz ex felesége     | prózai szerep                |
| Carmen, Musztafa mexikói ex felesége   | prózai szerep                |
| Lizzi, Musztafa német ex felesége      | prózai szerep                |
| Boriska, Musztafa magyar ex felesége   | prózai szerep                |
| Bessy, Musztafa angol ex felesége      | prózai szerep                |
| Bebé, Madelaine komornája              | prózai szerep                |
|                                        |                              |

## Cselekménye
- Helyszín: Velence, Nizza, Párizs
- Idő: 1932

### Előjáték
1932 Velence

### Első felvonás
De Faublais házaspár nizzai villája
Henry De Faublas marki es neje, Madeleine egyévi nászút után térnek haza Nizzába. A férfi korábban nagy kalandor volt, de feleségének ígéretet tett, hogy más nőre többé rá se néz. Hamarosan azonban távirat érkezik egykori szeretőjétől, Tangolitától. Amikor Madeleine-t megismerte, Henry szabadulni akart a rámenős táncosnőtől, ezért óvatlanul aláírt egy váltót arról, hogy köteles vele eltölteni még egy szerelmes éjszakát. A nő ma éjfélkor a Savoy Hotel bálján kívánja a váltót felhasználni. Henry fél a botránytól, és barátjától, a török világfi Musztafa Bejtől várja a megoldást.
Daisy Parker, Madeleine modern, amerikai unokahúga érkezik látogatóba az ifjú párhoz. Beavatja unokanővérét, hogy valójában ő José Pasodoble, a híres spanyol dzsesszkomponista, akinek számait világszerte játsszák. Az apja egy milliomoshoz akarta hozzáadni, de megállapodtak, hogy ha Daisy zeneszerzőként karriert csinál, szabadon választhat férjet. Ma este ő vezényli a zenekart a Savoyban, és itt az ideje, hogy felfedje inkognitóját. Mustafát első látásra megbabonázza Daisy, és udvarolni kezd neki, mire a lány meghívja a Savoyba. Innen Mustafa ötlete, hogy Henry mondja azt a feleségének, hogy Pasodoble régi barátja, és tartozik neki annyival, hogy megnézze az esti fellépését. Madeleine nagyon meglepődik, de belemegy a játékba. Gyanítja, hogy az ura megcsalja, s most már ő is ott akar lenni a bálon, hogy az első szembejövő férfival megbosszulja.

### Második felvonás
Savoy szálló bálterme Párizsban
A Savoy Hotelben Henry és barátai felfigyelnek egy aranyruhás nőre, de nem ismerik fel benne Madeleine-t. Henryt ugyan emlékezteti a feleségére, de Musztafa meggyőzi, hogy ez badarság, és rábeszéli: tegyen egy próbát a nővel. Tánc közben az asszony elpanaszolja Henrynak, hogy a férje megcsalja, mire a férfi azt tanácsolja, hogy csalja vissza. Szeretné, ha a nő vele maradna éjfélig, de az kéreti magát. Közben megérkezik Tangolita, akit körbezsongnak a férfiak, de őt csak Henry érdekli. Elvonul vele egy szeparéba, mire Madeleine a szomszédos páholyt béreli ki, és egy félszeg, de hódítani vágyó ügyvédet visz magával. Lefizeti a főpincért, hogy jelentse neki, mit csinálnak a másik szeparéban, mert náluk is ugyanaz fog történni. A pincér bátorítja, hogy nyugodtan csalja meg a férjét, mivel a szomszédban efelé haladnak. Eljön az est fénypontja: Daisy felfedi ország-világ előtt, hogy valójában ő Pasodoble. Mindenki megdöbben, ő pedig igent mond Musztafa házassági ajánlatára. Közben Madeleine is leveti álarcát, és közli Henry-val, hogy megcsalta.

### Harmadik felvonás
De Faublais házaspár nizzai villája.
Másnap az újságok az esti botrányról cikkeznek. Daisy addig nem hajlandó szóba állni újdonsült vőlegényével, míg az össze nem békíti a házaspárt. A kilátásba helyezett válóper okán megjelenik az ügyvéd is, akivel Madeleine az estét töltötte. A helyzetet végül Musztafa menti meg azzal, hogy odahívja a főpincért, aki elmondja, hogy a két szeparéban ugyanaz történt. Ebből már Henry és Madeleine is tudja, hogy mindketten hűek maradtak. Újra nászútra mennek, Daisy pedig ezentúl Musztafának is vezényel - odahaza.
Megjegyzés: a revüoperett-változat az előjátékot elhagyja, az első nizzai képet a párizsival összevonja.

## Operettslágerek

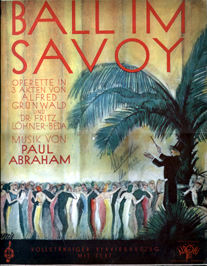
Az operett teljes szöveges kottakivonatának első kiadása

- La Bella Tangolita (Az én nevem la bella Tangolita....) (tangó)
- Toujours l'amour (Szeretni mint a többi nő...) (angol keringő)
- Daisy belépője (No nézd csak itt a Daisy váratlanul...) (németül: Kangaroo Fox)(foxtrot)
- Mister Blue és Lédy Blö (Vár a bár, csepp lokál...) vagy (Csillogás, villogás, hirdetés míly csodás...)(németül: Oh Mister Brown) (foxtrott)
- Sevilla(pasodoble) (németül: Sevilla)
- Kicsike vigyázzon egyszer nagymama lesz (németül: Es ist so schön am Abend bummeln zu gehn) (foxtrott)
- Ha férjed szerelmes beléd (Egy jó férjnek nincs titka már..) (németül: Ich habe einen Mann der mich liebt) (angol keringő)
- A legcsalfább törvény a hűség (németül: Was hat eine Frau von der Treue) (sanzon)
- Az első éj (németül: Die erste Nacht mit ihm allein)
- (németül: Es träumt Venezia )
- (németül: Bist du mir treu?)
- (németül: Wenn wir Türken küssen)(foxtrott)
- Ki egynejű  (németül: Am Bosporus)
- Én iskolát nem végeztem. Ezt igazán szégyenlem. (Pomerol főpincér dala) (németül: Warum bin ich verliebt in dich?) (foxtrott)

Filmváltozathoz készült 2 további dal 1935-ben:
- Az én fehér karomban (németül: In meinen weißen Armen) (Slowfox)
- Dzsu-dzsó hindu fox (németül: Niagara fox) (Foxtrott)

## Bemutatók
- Premier német nyelven: 1932. december 23. Großes Schauspielhaus, Berlin, Németország (cím:Ball im Savoy)
- Angol nyelvű premier: 1933. szeptember 8. Drury Lane Theatre, London,Nagy Britannia (cím: Ball At The Savoy,angol adaptáció: Oscar Hammerstein)
- 1933. december 15. Scala (Johann Strauss Theater), Bécs, Ausztria
- Magyar premier: 1933. december 23. Magyar Színház, Budapest
- 1935. október 7. Melbourne, Ausztrália
- 1995. december 8; Veszprémi Petőfi Színház, Veszprém
- 1999. december 17., Csokonai Nemzeti Színház, Debrecen
- 2004. március 25., Budapesti Operettszínház, Budapest
- 2006. április 21., Békéscsabai Jókai Színház, Békéscsaba
- 2006. Kőrösi Csoma Sándor Kőbányai Kulturális Központ, Budapest
- 2008. október 3., Vörösmarty Színház, Székesfehérvár
- 2010. február 12., Budapesti Operettszínház, Budapest
- 2010. március 11. Teatro Orfeo di Taranto, Taranto, Olaszország
- 2011. április 10., Kalocsai Színház, Kalocsa
- 2012. október 5., Szigligeti Színház, Szolnok
- 2012. július 5. Városmajori Szabadtéri Színpad, Budapest
- 2013. junius 12. Komische Oper Berlin, Berlin, Németország (Ball im Savoy)
- 2013. január 15. Estonian National Opera, Tallinn, Észtország
- Amerikai premier: 2014. július 18. Chicago Folks Operetta, Chicago,USA (cím: Ball at the Savoy)
- 2013. Pesti Magyar Operett Színpad
- 2013. november 30. Nordharzer Städtebund Theater, Szász-Anhalt tartomány, Halberstadt, Németország
- 2014. január 15. Teatro Dante Alighieri, Ravenna, Olaszország
- 2014. október 3. Kaunas State Musical Theatre, Kaunas, Litvánia
- 2014. október 17., Gárdonyi Géza Színház, Eger
- 2014. november 29. Hagen Theatre, Hagen, Észak-Rajna-Vesztfália tartomány, Németország
- 2014. december 30., Csiky Gergely Színház, Kaposvár
- 2014. november 14. Operetta-Musical Prodotta dal Teatro Al Massimo di Palermo, Palermo, Olaszország (cím: Ballo al Savoy)
- 2015. október 11. Kolozsvári Magyar Opera, Kolozsvár, Románia
- 2015. november 6. Landestheater, Coburg, Bajorország, Németország
- 2015. Oper Halle,  Szász-Anhalt tartomány, Halle, Németország
- 2016. március 5., Móricz Zsigmond Színház, Nyíregyháza
- 2016. március 13. Latvian Operette Foundation, Riga, Lettország
- 2016. június 18. Musical Theatre in Lublin, Lublin, Lengyelország
- 2016. Teatro Politeama di Catanzaro, Calabria régió, Catanzaro, Olaszország
- 2017. április 22., Győri Nemzeti Színház, Győr
- 2017. július 26. Castello di San Giusto, Trieste, Olaszország
- 2017. december 12. Theater Koblenz, Rajna-vidék-Pfalz tartomány, Koblenz, Németország
- 2017. december 15. Szegedi Nemzeti Színház, Szeged
- 2018. április 8. Fedák Sári Színház, Soroksár, Budapest
- 2018. szeptember 15. Theater Lübeck,Lübeck,Schleswig-Holstein tartomány, Németország
- 2018. október 28. Teatrului Naţional de Operă şi Operetă, Galati, Románia
- 2018. november 1. Odessa Academic Theatre of Musical Comedy, Odessa, Ukrajna
- 2019. január 12. Operette Sirnach, Sirnach, Svájc
- 2019. január 19. Staatstheater Nürnberg, Nürnberg, Németország
- 2019. március 10. Theater an Der Rott, Eggenfelden, Bajorország, Németország
- 2019. május 21. Opera Burgas, Burgasz, Bulgária
- 2020. szeptember 18. Miskolci Nemzeti Színház, Miskolc
- 2021. július 22. Fertőrákosi Barlangszínház, Soproni Petőfi Színház német nyelvű előadása
- 2021. november 5. Staatstheater Darmstadt, Hessen, Németország
- 2022. május 21. Soproni Petőfi Színház, Sopron
- 2022. szeptember 16. The State Opera Prague, Prága, Csehország
- 2022. december 21. Opera Nationala Romana Timosoara, Temesvár, Románia
- 2023. június 3. Kammeroper Köln, Köln, Észak-Rajna-Vesztfália, Németország
- 2023. augusztus 16. Luisenburg Festspiele Wunsiedel (Kammeroper Köln előadása)  Blankenburg (Harz) közelében
- 2023. augusztus 25. Berner Sommer Operette, Bern, Svájc (koncertoperett)
- 2023. november 18. Theater Mönchengladbach, Mönchengladbach (becenevén Gladbach), Észak-Rajna-Vesztfália
- 2024. október 4.  Theater Krefeld und Mönchengladbach, Krefeld, Németország, Észak-Rajna-Vesztfália
- 2024. november 2. Theater Osnabrück - Theater am Domhof, Osnabrück, Németország, Alsó-Szászország
- 2025. június 21.  Staatsoperette Dresden, Németország, Dresden, Szászország

## Megfilmesítések
- Ball im Savoy (1935) osztrák–magyar film német nyelven (magyar felirattal) (77 perc) - rendező: Székely István

```
(szereplők: 
   
Gitta Alpár
: Anita Helling, Sängerin
   
Hans Jaray
: Baron André von Wollheim
   
Rose Barsony
: Mary von Wollheim, seine Cousine, Komponistin
   
Felix Bressart
: Birowitsch, Sekretär
   
Willi Stettner
: Jean, Etagenkellner
   
Otto Wallburg
: Verleger Haller
   
Hermann Blaß
: Direktor des Grand-Hotels
   
Oskar Dénes
: Sänger)
```

- Ball at Savoy (1936) angol film - rendező:Victor Hanbury
- Ball im Savoy (1955) dán film - rendező: Paul Martin
- Bal in Savoy (1964) belga tévémozi
- Ball im Savoy (1971) NSZK tévémozi - rendező: Eugen York